# Малое Раменье (Вожегодский район)
Малое Раменье — деревня в Вожегодском районе Вологодской области.
Входит в состав Бекетовского сельского поселения (с 1 января 2006 года по 9 апреля 2009 года входила в Липино-Каликинское сельское поселение), с точки зрения административно-территориального деления — в Липино-Каликинский сельсовет.
Расстояние до районного центра Вожеги по автодороге — 75 км, до центра муниципального образования Бекетовской по прямой — 17 км. Ближайшие населённые пункты — Хвостово, Чичирино, Большое Раменье.
По переписи 2002 года население — 13 человек.